# Zamek Spiski
Zamek Spiski (słow. Spišský Hrad, węg. Szepesi vár, niem. Zipser Burg, łac. Arx Scepusiensis) – kompleks zamkowy z przełomu XI i XII wieku, położony w północnej Słowacji, na Spiszu. Jest zaliczany do największych tego typu budowli w środkowej Europie: cały kompleks zamkowy zajmuje powierzchnię ok. 25 ha. Usytuowany jest na wyraźnej, wielkiej kopie trawertynowej, na wysokości 634 m n.p.m., ok. 200 m powyżej pobliskiego miasta Spiskie Podgrodzie. Zamek położony jest na terenie Żehry (Žehra), która należy do najstarszych miejscowości na Spiszu. W 1993 roku został wpisany wraz z okolicą na listę światowego dziedzictwa UNESCO (zob. Levoča, Spišský Hrad i okoliczne zabytki).
Obecnie większość zamku jest zrujnowana, część murów obronnych została odbudowana współcześnie. W odbudowanej części zamku mieści się niewielkie muzeum.

## Historia
Początki budowy średniowiecznego grodu na trawertynowym wzgórzu sięgają początku XII wieku. Najstarsza wzmianka pisemna o zamku pochodzi z 1120 roku. Na początku pełnił on funkcję twierdzy granicznej na północnej granicy wczesnofeudalnego państwa węgierskiego. Oparł się najazdowi tatarskiemu w pierwszej połowie XIII w.
W 1465 r. właścicielem zamku został Stefan Zápolya. Nowy właściciel, chcąc stworzyć tu reprezentacyjną siedzibę szlachecką, w drugiej połowie XV wieku wykonał przebudowę zamku. W kompleksie zamkowym wybudował pałac, salę rycerską i kaplicę pw. świętej Elżbiety. Na zamku urodził się jego syn Jan, późniejszy król Węgier.
Od XVI w. do 1636 r. zamek był siedzibą żupanów spiskich z rodu Turzonów, następnie Zápolyów, później objął go we władanie ród Csákych, który zlecił ostatnie prace budowlane na górnym zamku.
W 1780 doszło do pożaru, a zamek zamienił się z czasem w ruiny. Ostatni właściciele opuścili zamek w 1948, a w 1961 został uznany za Narodowy Pomnik Kultury (Národná Kultúrna Pamiatka). Całkowitemu spustoszeniu zamku zapobiegli konserwatorzy zabytków. W 1970 roku rozpoczęto wymagającą pod względem technicznym konserwację fortyfikacji i pałaców zagrożonych niestabilnością podłoża skalnego.
W kompleksie zamkowym są aktualnie umieszczone ekspozycje muzealne Muzeum Spiskiego poświęcone historii zamku, broni średniowiecznej i prawu feudalnemu.
Po okolicy Zamku Spiskiego prowadzi spacerowa ścieżka dydaktyczna Sivá Brada – Dreveník. Turyści na ośmiu przystankach mogą zapoznać się z historią okolicy, jak również z ciekawostkami przyrodniczymi.
Dostęp: samochodem na parking przed zamkiem, stamtąd pieszo około 10 min; pieszo z gminy Spišské Podhradie około 1 godz.

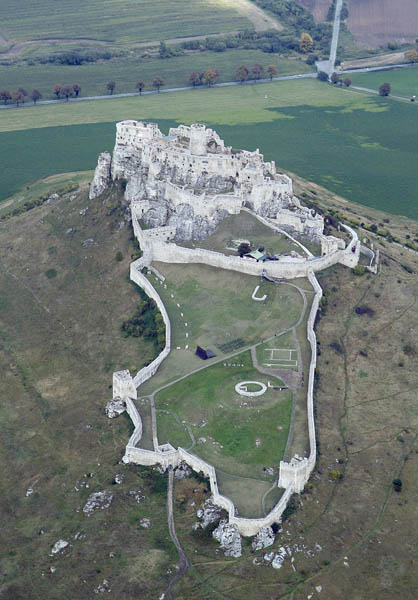
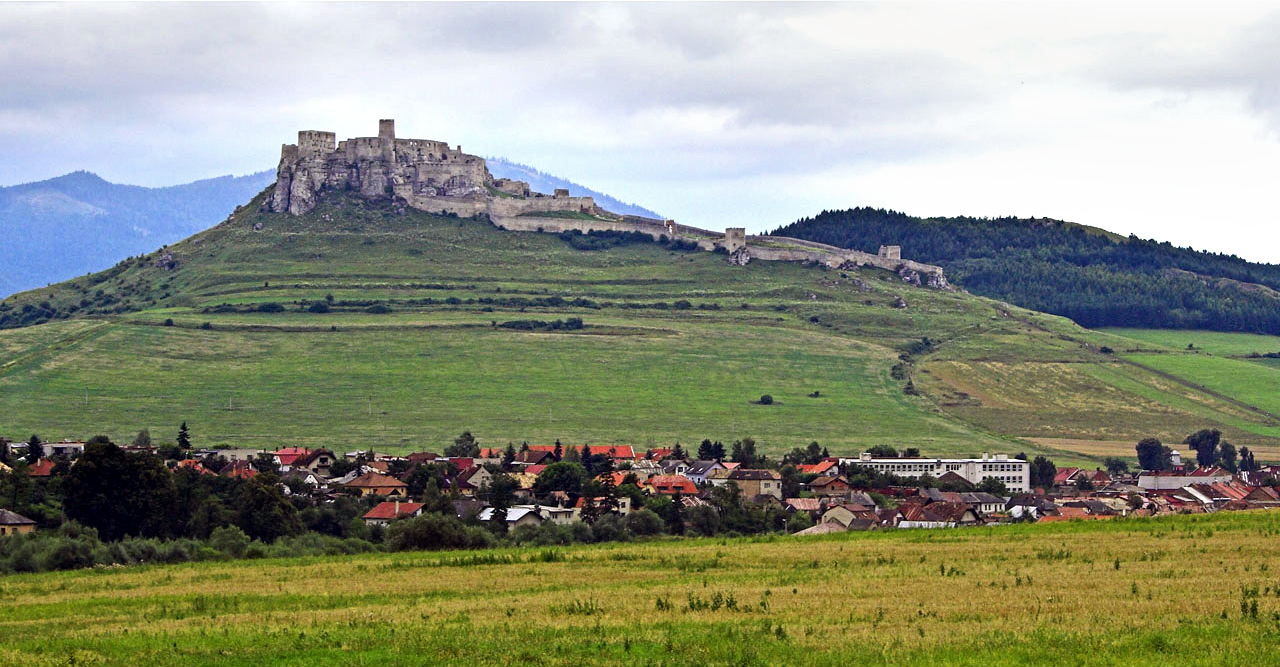
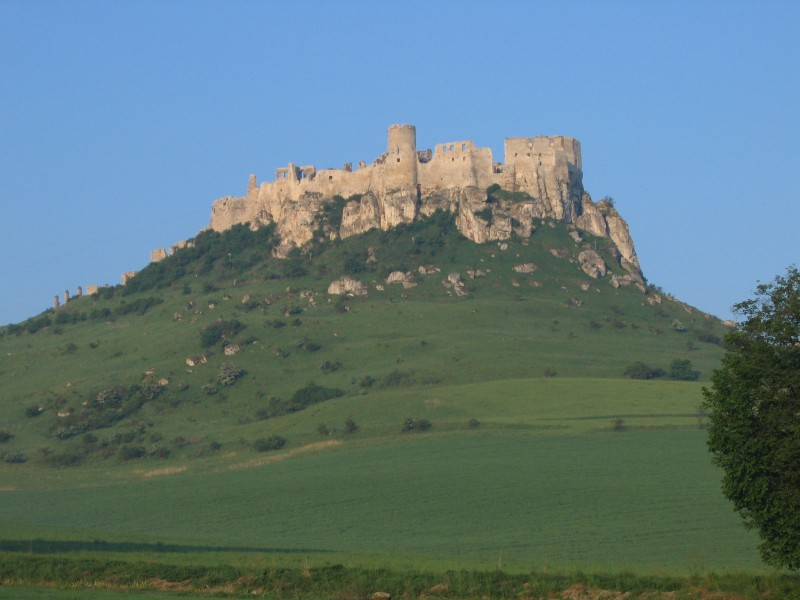
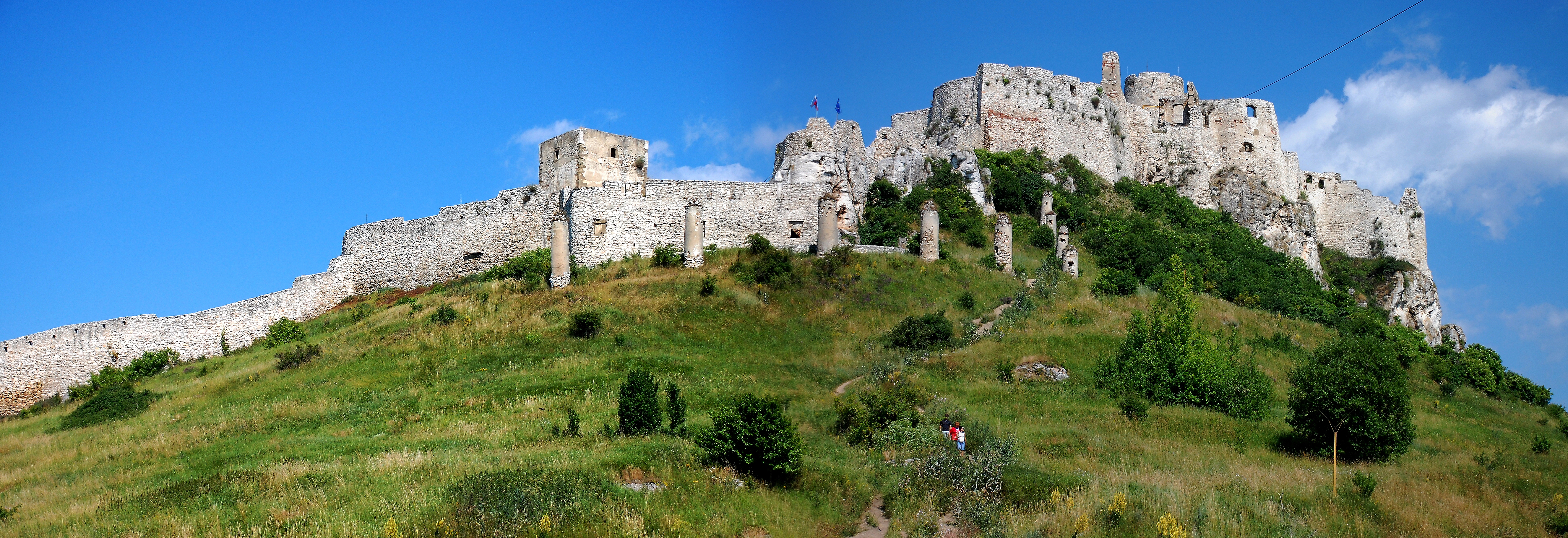